# توم كوغلين
توم كوغلين (بالإنجليزية: Tom Coughlin)‏ هو مدرب رياضي أمريكي، ولد في 31 أغسطس 1946 في قرية واترلو في الولايات المتحدة.

## وصلات خارجية
- توم كوغلين على موقع كلية كرة القدم في سبورتس رفرنس.كوم (الإنجليزية)
- توم كوغلين على موقع الموسوعة البريطانية (الإنجليزية)
- توم كوغلين على موقع إن إن دي بي (الإنجليزية)